# 枣庄银行
枣庄银行，前身为枣庄市商业银行，2007年7月开业，2012年6月更名为枣庄银行。主要业务范围在山东省枣庄市，在山东省内的菏泽、济宁设有异地分行和30家营业网点，为山东城商行中分支机构最少的银行。该行注册资本为37.26亿元，主要股东包括枣庄矿业集团（持股55%）、枣庄市财政局（12.64%）和山东滕建投资集团（9.9%）。
枣庄银行曾在多次全国性评选中获得认可，包括：2013年度“中国最具创新力中小银行”，2014年度“中国最具竞争力中小银行”，2015年度“中国最佳区域经营中小银行”。财务表现方面，2017年至2019年间，枣庄银行营业收入从5.06亿元降至4.67亿元，净利润从1.28亿元降至0.82亿元，呈下降趋势。不良贷款率相对行业偏高，2019年末为3.41%，高于当年全国商业银行平均水平1.86%。2021年，枣庄银行股权曾在京东司法拍卖平台以每股净资产约4折的价格成交，反映出外界对其财务健康的担忧。2023年，营业收入同比增长36.74%，是山东城商行中增速最快的银行。
2018年起，枣庄银行因多位高管接连被查受到关注，包括原董事长和副行长等，相关高管因严重违纪违法行为被开除党籍和公职。为了推动改革和发展，枣庄银行在2020年4月发布公告，面向全国公开选聘高管，包括行长、副行长、首席信息官及内审部门负责人。2022年，仪欣被山东银保监局核准担任该行行长，成为三年内第三任行长。仪欣此前曾任职于威海市商业银行。